# Carl Landsten
Carl Landsten, född 7 juli 1875 i Västerstads församling, Malmöhus län, död 26 maj 1969 i Falkenberg, var en svensk byggmästare och arkitekt.
Landsten, som var son till lantbrukare Lars Persson och Marna Nilsdotter, genomgick teknisk utbildning och var arbetsledare för bland annat kasernbyggen i Halmstad 1904–1909 och för kommunala mellanskolan i Falkenberg 1909–1912. Han bedrev egen byggnadsverksamhet Falkenberg 1912–1932 och arkitektverksamhet där från 1932. Han var ledamot av hälsovårdsnämnden från 1912, byggnadsnämnden 1914–1935 och stadsfullmäktige i Falkenberg 1926–1934.